# Зеньково (озеро)
Зеньково — горько-солёное озеро в России, расположено на землях Баганского района Новосибирской области. Площадь поверхности — 3,2 км², водосбора 109 км².
Расположено в километре к юго-востоку от села Славянка Лозовского сельсовета. Имеет близкую к полукругу форму, один из берегов извилистый. Окружено безлесой местностью. Берега озера местами заболочены. К юго-востоку от Зенькова находится меньшее по размеру озеро Безымянное. Зеньково относится к бассейну реки Баган.
По данным государственного водного реестра России и геоинформационной системы водохозяйственного районирования территории РФ, подготовленной Федеральным агентством водных ресурсов относится к Верхнеобскому бассейновому округу, водохозяйственный участок — бассейн озера Большое Топольное и реки Бурла. Код объекта в государственном водном реестре — 13020000411115200008988.